# Baccano!
Baccano! (Nhật: バッカーノ! Hepburn: Bakkāno!,  "náo loạn" trong tiếng Ý, phát âm tiếng Ý: [bakˈkaːno]) là bộ light novel tiếng Nhật của tác giả Ryohgo Narita và do Enami Katsumi minh họa. Tiểu thuyết, thường được viết dưới nhiều góc nhìn, hầu hết lấy bối cảnh là nước Mỹ giả tưởng tại nhiều thời điểm khác nhau, dễ nhận thấy nhất là thời kỳ cấm rượu ở Mỹ. Đối tượng nhân vật mà truyện tập trung vào rất đa dạng, bao gồm những nhà giả kim, những tên trộm, bọn côn đồ, Mafiosi và Mafia Ý, những người không hề có liên hệ gì với nhau. Sau khi nước trường sinh được tái tạo lại tại Manhattan vào năm 1930, hành trình của các nhân vật bắt đầu giao cắt với nhau, tạo ra nhiều sự kiện mà từ đó dần vượt khỏi tầm kiểm soát.
Quyển tiểu thuyết đầu tiên phát hành vào tháng 2 năm 2003 dưới ấn hiệu Dengeki Bunko của ASCII Media Works (trước đây là MediaWorks), và tính đến tháng 3 năm 2013, 20 quyển đã được xuất bản. 16 tập anime truyền hình chuyển thể của truyện do Omori Takahiro đạo diễn và sản xuất bởi Brain's Base cùng Aniplex. 13 tập đầu tiên phát sóng trên kênh WOWOW từ ngày 26 tháng 7 năm 2007, đến ngày 1 tháng 11 năm 2007; 3 tập cuối cùng phát hành theo dạng direct-to-DVD (không qua phát sóng truyền hình hoặc trực tuyến trước). Tiểu thuyết còn chuyển thể thành hai volume manga, video game phiêu lưu cho hệ máy Nintendo DS và hai drama CD. Một quyển tiểu thuyết bổ sung phát hành kèm theo drama CD đầu tiên cùng hai quyển gaiden khác ra mắt lần lượt trong bộ DVD của anime chuyển thể.
Funimation thực hiện phần lồng tiếng Anh cho bộ phim, và đăng ký bản quyền phát hành tại Mỹ cùng Canada. Phim còn được Manga Entertainment mua bản quyền phát sóng bản tiếng Anh tại vương quốc Anh, trong khi bản quyền công chiếu tại Australia cùng New Zealand lại thuộc về Madman Entertainment. Toàn bộ phiên bản lồng tiếng Anh của phim phát sóng trực tuyến trên kênh Hulu vào tháng 10 năm 2009 và tiếp nối sau đó là bản phụ đề tiếng Anh. Funimation đã chiếu trực tuyến cả hai phiên bản phim lồng tiếng và phụ đề tiếng Anh thông qua website của mình. Anime còn chiếu tại Philippines, Hồng Kông và Đông Nam Á trên kênh Animax Asia. Vào ngày 25 tháng 1 năm 2016, một thông báo được đưa ra về việc bản quyền phát sóng trực tuyến và phát hành DVD phiên bản hộ gia đình thuộc nhà phân phối khu vực Bắc Mỹ của anime, Funimation, sẽ hết hạn vào ngày 8 tháng 2 năm 2016.
Bộ tiểu thuyết ngoài việc nhận được sự đón nhận nồng nhiệt từ độc giả còn giành thêm nhiều giải thưởng. Quyển light novel thứ nhất, The Rolling Bootlegs, nhận giải Gold Prize ở lễ trao giải Dengeki Novel Prize lần thứ 9, do ASCII Media Works tổ chức vào năm 2002, sau khi đứng ở vị trí thứ ba. Loạt anime chuyển thể, từng trở nên nổi tiếng ở Nhật Bản và Hoa Kỳ, còn nhận nhiều lời khen về phần cốt truyện, nhân vật, lồng tiếng, hình ảnh và âm nhạc.

## Cốt truyện
Dưới đây là tóm tắt 20 quyển tiểu thuyết đã phát hành theo thứ tự thời gian.
Trên con thuyền Advenna Avis vào năm 1711, một nhóm những nhà giả kim triệu hồi một con quỷ với hy vọng sở hữu cuộc sống vĩnh hằng. Con quỷ đó đã ban cho họ nước trường sinh và phương pháp để kết thúc sự tồn tại của một người bất tử, bằng cách để một người bất tử khác "nuốt chửng" người đó, và trao công thức của thuốc trường sinh này cho người đã triệu hồi mình, Maiza Avaro. Maiza cùng hầu hết các nhà giả kim khác quyết định sẽ không biến thêm một người nào khác trở nên bất tử; trừ Szilard Quates. Đêm hôm đó, nhiều nhà giả kim khác bắt đầu biến mất, do bị nuốt chửng bởi Szilard. Nhận thấy sự nguy hiểm khi sống gần nhau, họ tản mác khắp thế giới.
Ở New York City vào tháng 11 năm 1930, Szilard thành công trong việc chế tạo lại nước trường sinh, nhưng lại bị đánh cắp bởi một tên côn đồ trẻ tuổi mang tên Dallas Genoard. Những chai thuốc này tiếp tục hành trình đi khắp thành phố thông qua Dallas, ba mafiosi anh em nhà Gandor, cặp đôi trộm cắp ngốc nghếch Isaac Dian và Miria Harvent, Firo Prochainezo (người được Maiza giám hộ) cùng với nhà Camorra của mình, nhà Martillo. Szilard biến Dallas thành một người bất tử không hoàn chỉnh (nghĩa là anh ta vẫn già đi) để lấy lại những chai thuốc. Tuy nhiên, những người khác lại vô tình uống những chai thuốc này do nhầm lẫn nó với rượu, tại một buổi tiệc dành cho Firo. Firo nảy sinh tình cảm với homunculus bất tử của Szilard, Ennis, người đã phản bội Szilard và nói cho Firo cách để nuốt chửng ông, điều mà cậu đã làm theo. Nhà Gandor sau đó đã đổ bê tông Dallas, cùng băng nhóm của anh ta, trong một thùng gỗ và thả xuống sông Hudson để trừng phạt cho việc đã giết hại các thành viên nhà Gandor.
Vào cuối năm 1931, nhà Gandor trành giành quyền kiểm soát với nhà Runorata ở cùng một khu vực sau khi một loại thuốc phiện mới ra mắt. Để giải quyết tình huống này, Luck Gandor triệu tập người anh em nuôi của mình, Claire Stanfield, một sát thủ tâm thần và là nhân viên quản lý tàu hỏa, đến New York. Claire đồng ý, và với vai trò điều hành viên tàu hỏa, lên chuyến tàu xuyên lục địa Flying Pussyfoot. Đoàn tàu bị tấn công bởi Russo và băng đảng Lemure, những kẻ đang cố bắt cóc gia đình của thượng nghị sĩ, dẫn đến xung đột nổ ra giữa hai nhóm. Jacuzzi Splot, Nice Holystone cùng với nhóm của mình cố gắng bảo vệ hành khách và chiến đấu lại những kẻ tấn công tàu, trong khi Claire nhập vai Rail Tracer, một quái vật giả tưởng chuyên ăn thịt những hành khách đi tàu hỏa, và tàn sát hầu hết các thành viên của cả hai băng nhóm Russo và Lemure. Trong cuộc chạm trán giữa Ladd Russo và Chane Laforet cùng nhóm Lemure, Claire xen vào và ngỏ lời cầu hôn Chane Laforet, con gái của Huey Laforet, một trong những người bất tử đầu tiên trên con thuyền Advenna Avis. Một người hay đi tàu lậu và đồng thời là phóng viên báo chí thực địa tên Rachel trốn khỏi Claire và quyết định giúp đỡ giải cứu các con tin. Thành viên cuối cùng của nhóm Lemure bị đánh bại bởi nhóm của Jacuzzi, trong khi kẻ sát nhân khát máu Ladd Russo bị tống khứ khỏi tàu và mất một cánh tay bởi Claire. Cùng thời điểm đó, Ennis viết thư cho Isaac và Miria, mời họ tới Manhattan. Họ đã lên cùng chuyến tàu này và gặp gỡ Jacuzzi, đồng thời vô tình gây ảnh hưởng đến một người bất tử khác là Czeslaw Meyer, ngăn cậu thực hiện kế hoạch thâm độc của mình với những trái bom (dùng cho cuộc chiến thuốc phiện ở New York) trên tàu.
Đoàn tàu đến trong ngày đầu năm mới 1932 với những người sống sót đều tách ra theo hướng đi riêng của mình: Jacuzzi và Nice thoát khỏi sự sự giam cầm và ẩn nấp sau khi căn cứ hoạt động của mình ở Chicago bị nhà Russo chiếm đoạt; nhân viên thu thập thông tin Rachel trở về Daily Days gần như không bị thương tổn đáng kể nào; Isaac cùng Miria giới thiệu Czes với nhà Martillo, sau đó cậu bé được Firo và Ennis (cặp đôi này về sau cưới nhau) nhận làm em trai nuôi; còn Claire bắt đầu nhiệm vụ trừ khử những kẻ thù của anh em nuôi của mình, với dự định tìm Chane và cưới cô sau khi hoàn thành sứ mệnh.
Sau đó vào năm 1932, em gái Dallas là Eve tìm kiếm anh trai mình, việc này đã đặt cô vào tình thế đối đầu với nhà Gandor. Những mẩu truyện này bao gồm công ty Daily Days News Information và mưu đồ liên quan đến ma túy của nhà Runoratta với Begg, một con nghiện đồng thời cũng là giả kim thuật gia quen biết Maiza đang lấn chiếm địa bàn của nhà Gandor bằng thứ thuốc phiện thần kỳ của mình, thử nghiệm nó với những người qua đường vô tội trong đó có cậu thanh niên trẻ tuổi tên Roy Maddock. Cuối cùng, Eve bị cuốn vào cuộc chiến tranh giành lãnh địa xoay quanh việc bán ma túy với hai nhà Runoratta và Gandors, xung đột này đã ảnh hưởng đến cặp đôi trẻ: cô phục vụ thân thiện nhà Gandor, Edith, cùng bạn trai mình chính là Roy. Đỉnh điểm của giao tranh dẫn đến kết quả là Luck bí mật nói với Eve vị trí của Dallas để cứu cô khỏi cảnh đổ máu, và với sự giúp sức của Claire, cuộc chiến kết thúc với kết cục ngọt ngào cho Edith và Roy khi họ phải gia nhập nhà Gandors cho đến khi "trả hết nợ".
Cuối năm 1933, Dallas được kéo lên từ đáy sông, nhưng ngay sau đó, lại bị bắt cóc bởi Larvae, một nhóm làm việc cho Huey Laforet. Trong khi đó, hoạt động của Jacuzzi bắt đầu xâm phạm vào địa bàn của nhà Gandor và Martillo. Đại diện của hai nhóm (Ronnie Schiatto, Ennis, Maria Barcelito và Tick Jefferson) gặp nhau tại nhà của Eve, nơi mà băng của cậu ở cùng với Isaac và Miria. Cùng lúc đó, nhóm Larvae đến để trợ giúp Jacuzzi; họ đã bắt cóc Dallas để chứng minh sự bất tử là có thật, và cố gắng thuyết phục Jacuzzi gia nhập mình nhưng lại dẫn đến một biến cố tại căn biệt thự, buộc cả hai nhóm phải rút lui tạm thời và thu hút sự chú ý của Claire sau khi nghe tin Chane bị thương trong cuộc thương thuyết. Xung đột giữa họ dẫn đến việc một tòa nhà lớn ở New York tên là Mist Wall, chi nhánh lớn nhất của chuyên gia nghiên cứu và phát triển thiết bị quân sự, Nebula, bị đánh bom theo kế hoạch của Huey nhưng được giảm thiểu thiệt hại nhờ sự can thiệp của nhiều nhóm khác nhau. Các băng đảng đã ngăn chặn nhóm Larvae không để họ gây ra thêm những thảm họa khác cùng với việc Tick Jefferson chuộc lỗi với người đứng đầu nhóm Larvae, Tim, người em trai thất lạc của ông trước khi họ đường ai nấy đi.
Sau đó vào năm 1934 tại đảo Alcatraz, Ladd Russo kết bạn với Firo, bị bắt giam bởi một người bất tử khác là Victor Talbot vì vụ đánh bom Mist Wall cùng với Isaac, người mà cuối cùng cũng bị bắt vì tội trộm cắp, để lại Miria trong đau khổ. Lần lượt từng người trong số họ gặp gỡ Huey, kẻ bị bắt giam vì tội phản quốc và âm mưu nổi dậy nhiều năm trước cùng liên hệ với nhóm Lemures và nhiều hành động khủng bố khác. Trong khi đó, Christopher Shouldered, homunculus của Huey, và Graham Specter, đồng đội trung thành của Ladd, khơi mào chiến tranh toàn diện ở Chicago sau nhiều tranh chấp chi phối bởi các nhà Lamia, Nebula và Russo dẫn đầu là một người bất tử Placido Russo; mỗi nhóm đều chiến đấu cho sự sống còn của mình. Sau đó, Jacuzzi cùng băng đảng mình trở về Chicago trong khi Ladd cố gắng giết Huey và thất bại nhờ sự can thiệp của Isaac, Firo và người chị em homunculus của Chane, Leeza Laforet; tuy nhiên, sự hỗn loạn dẫn đến việc con mắt của Huey bị lấy đi bởi sự giúp sức từ một trong những người điều hành nhóm Lamia, Sham, một homunculus có khả năng kiểm soát nhận thức của người khác bằng cách tiếp xúc với cơ thể mình ở dạng nước. Nhóm homunculus Lamia (có liên hệ với nhóm Larvae trước đây) gây rắc rối cho nhà Russo khi sự việc xảy ra. Vài thành viên của nhóm Lamia tập hợp lại trong khi một vài người khác tách ra sau xung đột, trừ Christopher gia nhập nhà Russo để bảo vệ truyền nhân đồng tính Ricardo Russo cùng với thành viên của Lamia, Sickle và Graham Spector. Isaac được thả khỏi Alcatraz cùng với Firo sau khi hoàn thành nhiệm vụ của mình. Placido Russo, ông của Ricardo và là chú của Ladd, bị biến thành bất tử và nuốt chửng bởi nhà khoa học của Nebula là Renee vì thất bại trong việc ngăn chặn cuộc hỗn chiến ở Chicago, dẫn đến việc Ricardo thừa hưởng quyền lãnh đạo gia đình tội phạm này.
Phần còn lại của truyện tập trung vào nhóm những người bất tử lâu đời hơn dẫn dắt bởi cố vấn và là người yêu cũ của Huey, Renee Paramedes Branvillier, cùng mối quan hệ của họ với 1711 người bất tử từ thập niên 1700 đến sau thập niên 1930 và làm cách nào mà tổ chức Nebula dấn thân vào việc đấu tranh với các gia đình tội phạm bằng cách liên kết với Thượng nghị sĩ Manfred Beriam, người có thành kiến với những người bất tử.
Vào năm 1935, một người bất tử tên là Melvi nhắm đến Firo bằng cách thao túng toàn bộ các nhân vật trong truyện tham gia vào một buổi tiệc casino royale sang trọng tại tòa nhà mới xây dựng, có tên gọi là Ngọn giáo thần Ra, được điều hành bởi nhiều gia đình Mafia khác nhau, tuy nhiều người lại có kế hoạch khác có khả năng khiến kế hoạch của anh đổ vỡ. Anh định đe dọa Ennis để lấy ký ức của Szilard Quaites bằng cách nuốt chửng Firo, nhưng lại không nhận ra cận vệ của mình là Claire Stanfield, dẫn đến kế hoạch thất bại. Sau đó, Renee tiếp tục theo đuổi Huey bằng cách giành lại con gái chung của họ là Chane để nghiên cứu, điều đặt bà vào thế đối đầu với Claire, người dự định cưới con gái mình. Đến thời điểm được viết, cuộc đụng độ vẫn chưa ngã ngũ.
Năm 2001, Maiza và vài người bất tử khác xuất hiện ở một vùng nông thôn châu Âu để bắt giữ một đồng nghiệp giả kim khác, cũng trở thành bất tử, là Elmer C. Albatross, người đã giả mạo thành một con quỷ và bị bắt giữ bởi dân làng. Họ phát hiện một âm ưu lâu đời về nguồn gốc của homunculi nước từ thập niên 1930 (Sham và Leeza Laforet, chị em của Chane) đồng thời kết thúc những thí nghiệm trên người đang diễn ra tại ngôi làng này nhưng lại không hề hay biết gì về kế hoạch của Szilard Quaite cho phần còn lại của thế kỷ, hậu duệ của ông là Bild Quaites sau này gặp gỡ những người bất tử khác và tiết lộ về bí mật khủng khiếp của ngôi làng. Phil và Felt Nebil, homunculi sinh ra từ những thí nghiệm của Szilard nhờ đó thoát khỏi ngôi làng và được phép đi khắp thế giới, sau cùng dừng chân ở New York khi đã vượt qua thử thách.
Năm 2002, một giáo phái tên SAMPLE thực hiện một vụ cướp phỏng theo biến cố của đoàn tàu Flying Pussyfoot trên hai chiếc du thuyền Exit và Entrance, để rồi bị ngăn cản bởi con cháu của Claire Stanfield và Chane Laforet, Claudia và Charon Walken cùng với hậu duệ của Jaccuzi Splot và Nice Holystone, Bobby Splot và băng nhóm của mình với sự vô tình giúp sức từ một nhóm khác là Mask Makers dẫn đầu bởi hậu duệ của Huey, Luchino B. Campanella. Điều cuối cùng tiết lộ sự thật về người từng tra tấn Czes, Fermet, thực ra chính là kẻ chủ mưu của tất cả sự việc đã xảy ra chỉ sau Szilard Quates.

## Sản xuất

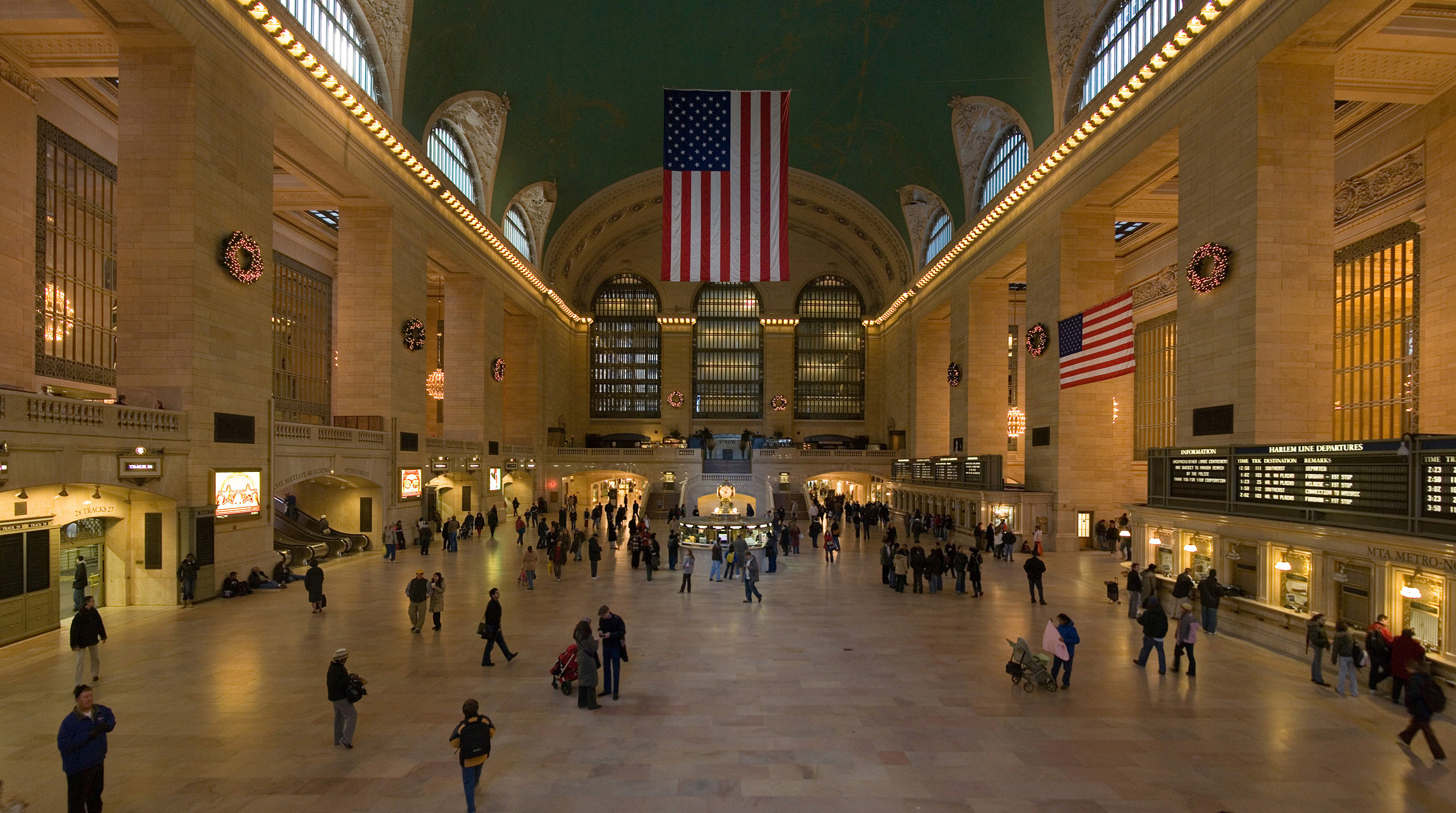
Để mô tả chính xác nhà ga Manhattan, Ito Satoshi, giám đốc nghệ thuật của anime, đã đến thăm nhiều địa điểm như Grand Central Terminal.

Ryohgo Narita muốn viết một câu chuyện lấy bối cảnh là thời kỳ cấm rượu ở Mỹ và chọn thể loại light novel bởi không có nhiều tác phẩm dạng này lấy bối cảnh như vậy. Anh tin rằng lựa chọn của mình sẽ thu hút sự chú ý của các giám khảo từ ASCII Media Works. Sau khi Narita xem phim The Untouchables, anh bỏ ra mười ngày làm việc để hiện thực hóa nguồn cảm hứng đó và sáng tác Baccano! "bằng những tính toán vô dụng [của mình]." Trong khi cố gắng hoàn thành cuốn tiểu thuyết đầu tiên, The Rolling Bootlegs, anh đã tham khảo nhiều quyển sách, đồng thời viết và pha trộn nhiều yếu tố giả tưởng với lịch sử để tạo ra một cốt truyện độc nhất. Câu chuyện ban đầu tác giả theo đuổi là về một pháp sư cổ xưa được hồi sinh trong thời kỳ này và bắt đầu khủng bố thành phố New York. Một nhóm mafiosi sau đó đã dùng vũ lực để đối đầu với pháp sư. Tuy nhiên, câu chuyện đã đi theo một hướng hoàn toàn khác so với dự định ban đầu. Narita không bao giờ viết về tóm tắt tổng thể cho tiểu thuyết và an tâm rằng điều này sẽ cho phép các nhân vật "tự phát triển." Giai đoạn đầu của tác phẩm chứa nhiều yếu tố siêu nhiên hơn so với phần còn lại. Maiza Avaro là nhà thôi miên; Ennis là succubus; còn Szilard là một pháp sư. Thêm vào đó, theo dự tính ban đầu của tác giả, tất cả thành viên của nhà Camorra (trừ Firo) đều sẽ chết. Mặc dù có sự khác biệt lớn giữa ý tưởng cho các nhân vật và kết quả cuối cùng, Narita "mừng" là những dự định đó đã không được sử dụng khi tác phẩm hoàn thành.
Narita đã không bắt đầu viết quyển tiểu thuyết thứ hai trong sáu tháng sau khi The Rolling Bootlegs xuất bản bởi vì tổng biên tập của anh yêu cầu không được viết bất kỳ thứ gì cho đến khi anh tốt nghiệp đại học. Sau khi ra trường, anh được đề nghị xuất bản quyển sách tiếp theo vào tháng 8, nhưng cuối cùng bản thảo lại được gửi cho tòa soạn vào cuối tháng 4, trễ hơn một chút so với hạn chót. Anh viết tổng cộng hơn 400 trang, khiến giá một quyển lên tới 700¥, một cái giá khá cao cho tiểu thuyết của một cây bút mới. Điều này đã khiến Narita lo lắng bởi sẽ không có nhiều người chấp nhận mua sách của mình. Do đó, anh và tổng biên tập của mình quyết định sẽ phát hành thành hai quyển. Dù vậy, Narita vẫn băn khoăn về việc xuất bản tiểu thuyết dài như vậy. Để tự động viên chính mình, anh thường xem lại đoạn hội thoại anh viết cho Ladd Russo. Quay lại với quyển tiểu thuyết thứ nhất, cốt truyện của phần này thay đổi bởi sự "chuyển động" của các nhân vật, nhất là Claire Stanfield. Narita dự định là toàn bộ nhóm Lemure và Russo, trừ một nhân vật tên Neider, đều sẽ chết, nhưng sự xuất hiện của Claire đã khiến ý tưởng đó "sụp đổ". Ngoài ra, Chane Laforet, nhân vật mà tác giả không mấy ưa thích, cũng được dự kiến sẽ chết về sau, nhưng khi thời gian trôi qua, Narita trở nên gắn kết với cô hơn và đã thay đổi số phận của nhân vật này.
Trong khi sản xuất bộ anime, giám đốc nghệ thuật Ito Satoshi cùng các thành viên khác của nhóm đã đi thị sát Manhattan và khu vực xung quanh để có thể mô tả lại chính xác từng chi tiết địa danh này. Họ đã đến thăm vùng phụ cận Hell's Kitchen, Chinatown, Little Italy, Grand Central Terminal và nhiều địa điểm khác ở Brooklyn và dọc theo sông Đông, nhiều nơi trong số này trở thành cảnh nền cho những sự kiện trong Baccano!. Đoàn làm phim còn ghé thăm Steamtown National Historic Site để tìm thêm tư liệu nhằm minh họa đầu máy xe lửa hơi nước một cách chân thực nhất.
Tyler Walker, đạo diễn ADR phần lồng tiếng Anh cho bộ phim, tổ chức nhiều buổi thử giọng trong 6 ngày, với khoảng 140 người tham gia lồng tiếng cho 18 nhân vật chính. Walker nói rằng đây có thể là quá trình thử vai dài nhất mà Funimation từng thực hiện. Ông bình luận rằng vì có rất nhiều nhân vật và hầu hết trong số đó lại là đàn ông lớn tuổi, lứa tuổi mà ông không thường làm việc cùng, nên việc lựa chọn diễn viên lồng tiếng và hướng dẫn họ làm quen với nhân vật của mình khá khó khăn. Ông đã tham khảo nhiều đạo diễn và diễn viên để có thêm nhiều sự đề cử đồng thời lựa chọn các nhân tố mới là chủ yếu, vì ông cảm thấy Baccano! đã cho mình cơ hội để tìm kiếm những tài năng mới. Walker mong muốn tìm thấy những diễn viên lồng tiếng có khả năng sử dụng nhiều phương ngữ và giọng nói ở nhiều vùng và tại nhiều thời điểm khác nhau, nhất là khi lồng tiếng cho các nhân vật có giọng nói nặng tính châu Âu.
Để chuẩn bị cho phần kịch bản, Walker xem nhiều bộ phim có nói đến các băng nhóm tội phạm. Ông cố gắng khai thác hết những gì có thể từ The Untouchables, nhất là miêu tả về Al Capone của Robert De Niro. Walker tham khảo những phim được sản xuất và lấy bối cảnh vào thập niên 1930, bao gồm cả The Public Enemy, Little Caesar, Once Upon a Time in America, Miller's Crossing cùng nhiều phim khác có sự tham gia của James Cagney, bởi ông tin rằng chúng sẽ đem lại cảm giác chân thực hơn về cách giao tiếp cũng như giọng điệu của con người thời bấy giờ. Ông muốn "bắt" được cách sử dụng tiếng lóng và âm tiết từ ngôn ngữ bản xứ. Bởi vì Baccano! là một "cú ngoặt cách điệu phong cách gangster" và vì tính chất của anime, ông thực hiện các đoạn hội thoại có phần hoa mỹ và giảm bớt tính địa phương hơn so với thực tế.

## Truyền thông

### Light novel
Light novel Baccano! do Ryohgo Narita sáng tác và minh họa bởi Enami Katsumi. Ban đầu, Narita đăng ký xét duyệt cho tiểu thuyết tại giải thường Dengeki Novel Prize lần thứ 9 của ASCII Media Works vào năm 2002 và tác phẩm đã giành Giải Vàng, đứng ở vị trí thứ 3. Quyển tiểu thuyết thứ nhất xuất bản vào tháng 2 năm 2003 dưới ấn hiệu Dengeki Bunko của ASCII Media Works, và tính đến ngày 3 tháng 3 năm 2013, 20 tập của bộ tiểu thuyết đã được phát hành. Thêm vào đó, còn có một quyển tiểu thuyết khác được đính kèm drama CD thứ nhất, ra mắt ngày 31 tháng 3 năm 2006, cùng hai quyển gaiden nằm riêng rẽ trong bộ DVD của anime chuyển thể, phát hành từ ngày 24 tháng 10 năm 2007 đến ngày 28 tháng 5 năm 2008.
Daewon C.I. đăng ký bản quyền xuất bản phiên bản tiếng Hàn của tiểu thuyết tại Hàn Quốc trong ấn phẩm NT Novels của mình. Bản tiếng Hoa phát hành tại Đài Loan và Hồng Kông xuất bản trong ấn bản Fantastic Novels của chi nhánh Kadokawa Media tại Đài Loan.
Một thông báo đưa ra tại Anime Expo 2015 nói rằng Yen Press sẽ bắt đầu xuất bản Baccano! bản tiếng Anh vào năm 2016. Bản tiếng Anh của quyển đầu tiên, The Rolling Bootlegs, đã ra mắt vào tháng 5 năm 2016.

### Drama CD
Bộ truyện được chuyển thể thành hai drama CD. CD thứ nhất, tựa 1931 Local Chapter ・ Express Chapter (鈍行編・特急編 Donkōhen ・ Tokkyūhen) The Grand Punk Railroad, do MediaWorks phát hành vào ngày 31 tháng 3 năm 2006. Đặt tên theo quyển light novel thứ hai và thứ ba, CD kể lại sự việc xảy ra trên chuyến tàu Flying Pussyfoot.
CD thứ hai, Firo Prochainezo witnesses the 53rd death of Pietro Gonzalez (フィーロ・プロシェンツォ、ピエトロ・ゴンザレスの五十三回目の死を目撃す Firo Puroshentso, Pietoro Gonzaresu no gojūsankaime no shi o mokugeki su), phát hành bởi Movic vào ngày 24 tháng 10 năm 2007. Truyện kể về Firo cùng Luck khi họ truy đuổi hai người đàn ông đến tận một thị trấn nhỏ ở Mexico để lấy lại số tiền bị đánh cắp cho nhà Martillo và Gandor.

### Anime
16 tập phim anime chuyển thể từ bộ light novel đạo diễn bởi Omori Takahiro và do Brain's Base, Aniplex cùng Movic sản xuất. Bộ phim kể về các sự kiện diễn ra trong khoảng thời gian từ năm 1930 đến năm 1932 theo trật tự thời gian phi tuyến tính, bao gồm việc tái tạo lại thuốc trường sinh, vụ cướp đoàn tàu Flying Pussyfoot, cuộc tìm kiếm anh trai mình của Eve cùng cuộc chiến băng đảng giữa nhà Gandor và nhà Runorata. 13 tập đầu phát sóng tại Nhật từ ngày 26 tháng 7 năm 2007 đến ngày 1 tháng 11 năm 2007 trên kênh WOWOW, một kênh pay-per-view và 3 tập cuối phát hành theo dạng direct-to-DVD. Anime này ra mắt trên truyền hình tại Bắc Mỹ khi phim bắt đầu phát sóng trên kênh Funimation Channel vào ngày 6 tháng 9 năm 2010.
8 DVD tổng hợp các tập phim do Aniplex phát hành, mỗi đĩa gồm 2 tập, bắt đầu bán ra vào ngày 24 tháng 10 năm 2007 với đĩa thứ 8 vào ngày 28 tháng 5 năm 2008. Bộ boxset Blu-ray Baccano! phiên bản giới hạn được Aniplex tung ra vào ngày 26 tháng 1 năm 2011. Ngày 21 tháng 7 năm 2008, Funimation thông báo về việc đã sở hữu bản quyền phát hành Baccano! tại khu vực Bắc Mỹ. 4 đĩa DVD tổng hợp các tập phim lần lượt ra mắt, với đĩa thứ nhất vào ngày 27 tháng 1 năm 2009 và đĩa thứ 4 vào ngày 16 tháng 6 năm 2009. Bộ boxset DVD tổng hợp hoàn chỉnh được phát hành vào ngày 29 tháng 12 năm 2009, và tung ra lại vào ngày 28 tháng 12 năm 2010 trong phiên bản "xanh crôm" rẻ tiền hơn. Phiên bản giới hạn của bộ boxset Blu-ray tung ra vào ngày 17 tháng 5 năm 2011. Toàn bộ bản lồng tiếng Anh của phim phát sóng trực tuyến qua kênh Hulu trong tháng 10 năm 2009 trong khi bản phụ đề tiếng Anh được tiếp nối sau đó, còn Funimation lại phát sóng trực tuyến cả hai bản cùng lúc trên website của mình. Tại Australia và New Zealand, bộ anime thuộc bản quyền của Madman Entertainment, và phát hành tại đây trong bộ 4 đĩa DVD từ ngày 24 tháng 6 năm 2009 đến ngày 21 tháng 10 năm 2009. Bộ boxset phát hành vào ngày 17 tháng 3 năm 2010. Baccano! được Manga Entertainment đăng ký bản quyền tại Vương quốc Anh và phát hành trong trọn bộ boxset vào ngày 11 tháng 10 năm 2010. Loạt phim phát sóng tại Philippines, Hồng Kông, Ấn Độ, Pakistan và Đông Nam Á trên kênh Animax Asia.
Một thông báo vào ngày 25 tháng 1 năm 2016, nói rằng bản quyền phát sóng trực tuyến và phân phối bộ DVD của Funimation sẽ hết hạn vào ngày 8 tháng 2 năm 2016 và sau đó được chuyển sang cho Aniplex of America.

### Âm nhạc
Soundtrack của bộ phim được phát hành với tựa Spiral Melodies vào ngày 24 tháng 10 năm 2007 bởi Aniplex. Hai đĩa đơn, "Gun's & Roses" của Paradise Lunch và "Calling" của Kaori Oda, được tung ra vào ngày 22 tháng 8 năm 2007. "Gun's and Roses" bao gồm bản nhạc mở đầu, phiên bản có lời của nó, hai ca khúc và bản karaoke của cả ba track nhạc kia. Single "Calling" bao gồm ca khúc kết thúc, một track nhạc khác cùng bản karaoke của cả hai.

### Manga
Manga chuyển thể Baccano! 1931 The Grand Punk Railroad sáng tác bởi Narita cùng phần minh họa của Shijin Ginyū. Bộ truyện xuất bản trong tạp chí Dengeki Comic Gao! của MediaWorks từ ngày 27 tháng 12 năm 2006 đến ngày 27 tháng 2 năm 2008 sau đó được tổng hợp lại thành 2 volume phát hành vào ngày 27 tháng 7 năm 2007 và ngày 26 tháng 4 năm 2008. Các chương truyện xoay quanh vụ cướp đoàn tàu Flying Pussyfoot. Bản tiếng Hoa do chi nhánh tại Đài Loan của Kadokawa Media xuất bản.
Manga chuyển thể thứ hai, do Fujimoto Shinta thực hiện và đăng trong tạp chí Young Gangan của Square Enix, bắt đầu xuất bản từ ngày 16 tháng 10 năm 2015. Loạt truyện được Yen Press mua bản quyền, và phát hành đồng thời tại Nhật Bản. Truyện kết thúc vào ngày 6 tháng 1 năm 2017.
Danh sách các tập truyện
| 1. "1927 NY" 2. "San Gennaro" 3. "Determination" 4. "Devotion" 5. "Destiny" |

| 1. "Day 1" 2. "Encounter" 3. "Lost" 4. "Szilard" | 1. "Gandor Family" 2. "Thief Couple" 3. "Ennis" 4. "Tipping Point" |

Chương truyện chưa được phát hành theo định dạng tankōbon
1. "Camorrista"
2. "Party! Party! Party!"
3. "Day 2"
4. "Confront"
5. "Archnemesis"
6. "Homunculus"
7. "Intruder"

### Trò chơi điện tử
Vào ngày 28 tháng 2 năm 2008, MediaWorks tung ra trò chơi phiêu lưu, với tựa đề đơn giản là Baccano!, cho hệ máy Nintendo DS. Dựa theo hai quyển light novel Grand Punk Railroad, trò chơi thuật lại các sự việc xảy ra trên chuyến tàu Flying Pussyfoot theo nhiều góc nhìn khác nhau. Mục tiêu của người chơi là giúp đỡ hành khách đến thành phố New York an toàn thông qua những sự lựa chọn đúng đắn. Trò chơi có thể kết thúc với 50 viễn cảnh khác nhau, phụ vào những quyết định của người chơi.

### Artbook
Vào ngày 29 tháng 2 năm 2009, ASCII Media Works ra mắt quyển art book tựa Katsumi Enami Artbook Baccano! (エナミカツミ画集バッカーノ! Enami Katsumi Gashū Baccano!). Quyển sách không chỉ có phần minh họa của Enami, mà còn có cả câu chuyện với tựa Boy Czeslaw, Fellows of the Forest (of Buildings) (チェスワフぼうやと、(ビルの)森の仲間達 Chesuwafu Bōya to, (Biru no) Mori no Nakamatachi).

## Đón nhận
Khi đánh giá quyển light novel đầu tiên, Gabriella Ekens từ Anime News Network nói rằng "Lối hành văn trong Baccano! vô cùng dữ dội, thay đổi nhanh chóng bằng cách tập trung vào phần hội thoại và hành động." Cô còn ca ngợi tác phẩm với câu "bùng nổ từ khoảnh khắc này đến khoảnh khắc khác." Dù vậy, cô cảm thấy cảnh máu đổ của truyện là một nhược điểm khiến việc thưởng thức tác phẩm này không được trọn vẹn.
Anime chuyển thể của Baccano! nhận được nhiều phản hồi tích cực. Vài nhận định từ nhiều website khác nhau đánh giá cao phần cốt truyện, nhân vật, hoạt họa, âm nhạc và lồng tiếng của phim, nhất là phần lồng tiếng Anh. Đơn cử như, THEM Anime Reviews đã xếp 5 trên 5 sao cho bộ phim, với nhà phê bình Bradley Meek phát biểu rằng anime "rất hay để thưởng thức" và dù phim "kết thúc với lời kết có phần đơn điệu", nó đã để lại cho ông "cảm xúc tuyệt vời nhất có thể: sự pha lẫn giữa hài lòng và thèm muốn được xem thêm". Ông còn đề cao tác phẩm vì phần hoạt họa "đẹp xuyên suốt, nhất là loạt phim truyền hình" trước khi tổng kết tác phẩm lại bằng câu "đẹp, sự pha lẫn của hỗn loạn và cảm giác hân hoan".
Baccano! nhận được nhiều lời khen ngợi đáng kể đến từ các nhà phê bình thuộc Anime News Network. Theron Martin mô tả về bộ phim như sau: "đôi lúc hài hước, thỉnh thoảng tàn bạo và gần như lúc nào cũng vui vẻ". Ông khẳng định rằng anime có "cốt truyện phức tạp cùng dàn diễn viên đồ sộ, kết hợp với phần lồng tiếng, hoạt họa, và âm nhạc tốt, khiến bộ phim này trở thành một bộ anime phải-xem đối với những người hâm mộ các câu chuyện về những băng đảng Mỹ" và kết luận rằng "đây có thể là loạt phim hay nhất năm." Trong bài phê bình của mình, Carl Kimlinger gọi Baccano! là "một trong những bộ phim xuất sắc và chắc chắn là có phần kịch bản hay nhất trong những năm gần đây" với miêu tả phim là "vui vẻ một cách chết người" trước khi cho cả hai phiên bản lồng tiếng và phụ đề của phim điểm 'A'.
Davey C. Jones của Active Anime khen ngợi bộ anime, phát biểu rằng, "giống như phim Pulp Fiction thay đổi cách chúng ta nhìn nhận phim ảnh, Baccano! sẽ là câu chuyện khiến ta thay đổi cách nhìn đối với anime," kết luận rằng "anime "hộn độn" này là một cuộc dạo chơi độc nhất và điên khùng từ khúc dạo đầu cho đến cái kết không bao giờ đến của nó" và rằng "Baccano đem lại một thứ gì đó thực sự đặc trưng trong anime."
Daryl Surat cùng Mike Toole của Anime World Order Podcast xem Baccano! là "lựa chọn cho loạt phim hay nhất năm 2007 (hoặc 2009 tùy theo cách bạn tính)" của họ. Bryce Coulter từ Mania Entertainment đánh giá phim đạt chất lượng 'B', phát biểu rằng phim là "một cuộc chia tay quyết liệt và đáng đón nhận từ công thức anime điển hình và đó là điều khiến nó hấp dẫn," với kết luận rằng anime chất chứa "một chút của những yếu tố hài hước, kịch tính, hành động và lãng mạn hòa quyện lại trở thành một mớ hỗn loạn khổng lồ chất chứa niềm vui!"